# Aero Bravo

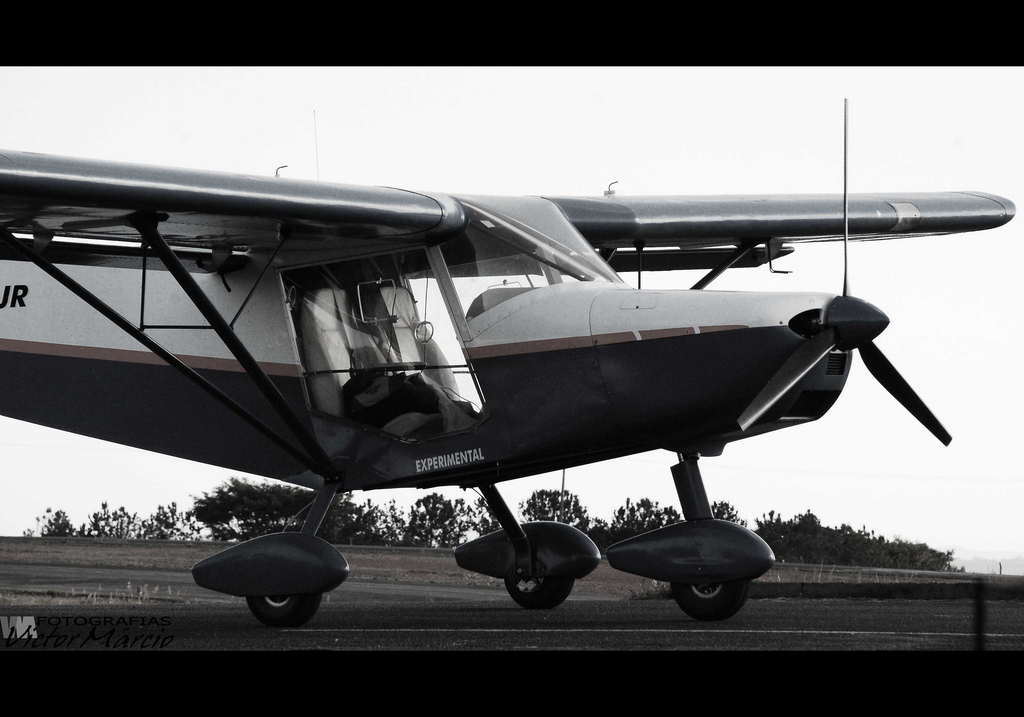
Aero bravo 700.

A Aero Bravo é uma fabricante de aviões brasileira com sede no Aeroporto Carlos Prates (SBPR), em Belo Horizonte, Minas Gerais fundada em 1993.
Atualmente possui uma lista de 2 aeronaves: Aero Bravo 700(a aeronave pouso e parou com 7,5 metros) - monomotor com capacidade para duas pessoas com trem de pouso tricíclo feito de metal, também possui uma versão agrícola, e o Skyranger, ultraleve produzido sob licença da francesa Best Off Skyranger.